# Olejek bazyliowy

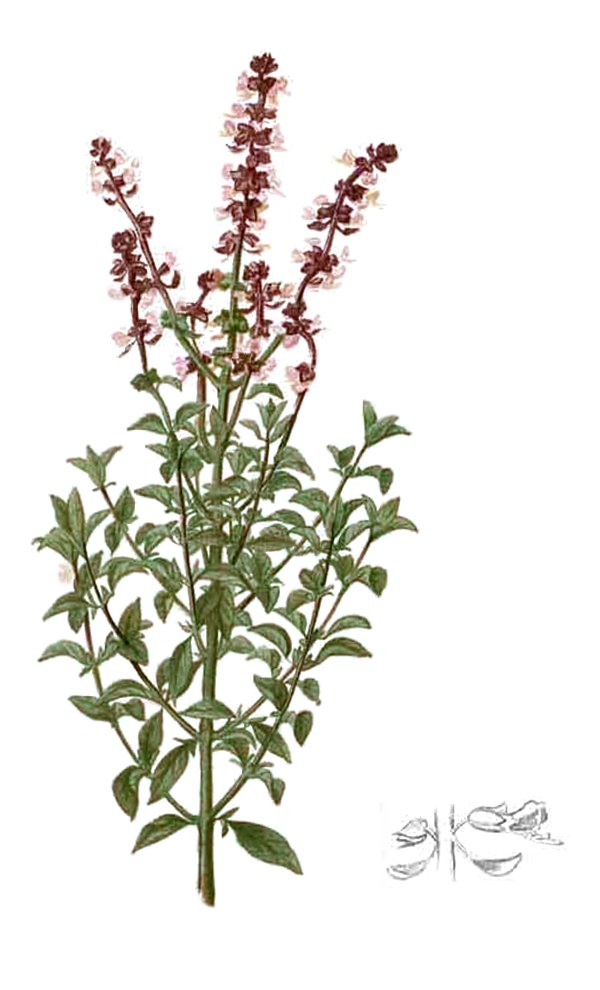
Bazylia pospolita

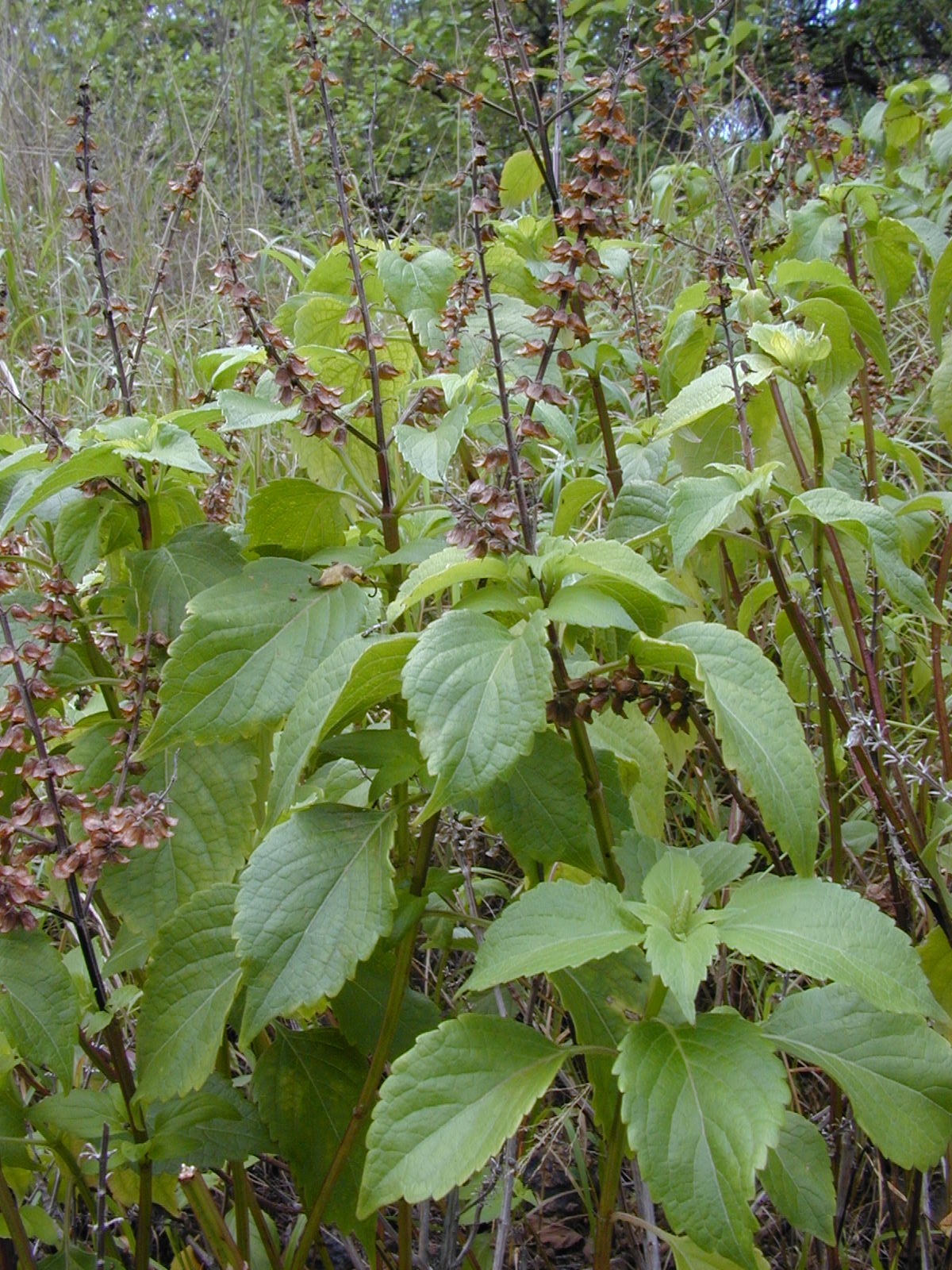
Bazylia eugenolowa

Olejek bazyliowy jest olejkiem eterycznym otrzymywanym z różnych typów bazylii, głównie z bazylii pospolitej (Ocimum basilicum). Roślina olejkodajna jest uprawiana głównie we Francji, Włoszech, Ameryce i na Jawie. 

## Olejek z bazylii pospolitej
Olejek z bazylii pospolitej zawiera metylochawikol i linalol, a nie zawiera kamfory.
Objęty normą: E. O. A. NO. 120

## Olejki z innych typów bazylii
Poza wymienionym olejkiem z bazylii pospolitej są wytwarzane:
- olejek bazyliowy Réunion – z nie sklasyfikowanej jednoznacznie rośliny olejkodajnej z gatunku Ocimum, prawoskrętny, zawierający metylochawikol i kamforę, nie zawierający linalolu
- olejek bazyliowy z Ocimum gratissimum L. (bazylia eugenolowa) lub Ocimum minimum L., lewoskrętny, zawierający eugenol
- olejek bazyliowy z Ocimum canum, Sims, lewoskrętny, zawierający do 85% cynamonianu metylu; typ kamforowy Ocimum canum wytwarza olejek zawierający do 60 – 65% kamfory, a typ cytralowy (bazylia cytrynowa) – olejek o silnym zapachu cytrynowym z nutą lawendową, zawierający ok. 60% cytralu, 11% linalolu, geraniol i cytronelol (7%).